# Helina daxinganlingensis
Helina daxinganlingensis är en tvåvingeart som beskrevs av Guan, Cui och Ma 2000. Helina daxinganlingensis ingår i släktet Helina och familjen husflugor.
Artens utbredningsområde är Heilongjiang (Kina). Inga underarter finns listade i Catalogue of Life.